# 第四次全国総合開発計画
第四次全国総合開発計画（だいよじぜんこくそうごうかいはつけいかく）は、「多極分散型国土の形成」を基本理念とする全国総合開発計画。1987年（昭和62年）に策定された。目標年次は、昭和75年（2000年）。通称・四全総（よんぜんそう）。
全総そのものについては全国総合開発計画を参照のこと。

## 概要
策定時期　昭和62年6月30日
目標年次　おおむね2000年
基本目標
多極分散国土の構築
開発方式
交流ネットワーク構想
時代背景
1. 人口・諸機能の東京一極集中
2. 産業構造の急速な変化等により、地方圏での雇用問題（※）の深刻化
3. 本格的国際化の進展

※　ここで言う雇用問題は、1985年のプラザ合意に伴う急速な円高により輸出産地を中心とした円高不況で生じた雇用問題を指している。
キーコンセプトである「多極分散型国土」とは、「安全でうるおいのある国土の上に、特色ある機能を有する多くの極が成立し、特定の地域への人口や経済機能、行政機能等諸機能の過度の集中がなく、地域間、国際間で相互に補完、触発しあいながら交流している国土」を指すとされている。さらに、「多極分散型国土」の形成のため、1988年には多極分散型国土形成促進法が制定され、国の行政機関等の移転の促進、振興拠点地域の開発整備等が進められた。
森林に注目したのも四全総の特徴といえる。

## 策定プロセス
1983年10月の国土審議会において、三全総フォローアップ作業報告を受け、1986年を目途に第四次の全国総合開発計画を策定することが決定された。
計画本体の策定作業に先立つ国土庁の内部作業として長期展望作業が行われ、1984年11月に「四全総長期展望作業中間とりまとめ」が公表された。その中で特に注目を集めたのは、『東京圏の相対的地位の向上により、東京一極集中の様相がより鮮明になり、従来の「三大都市圏対地方圏」という図式より「東京圏対その他」という捉え方の方が、問題の本質を端的に表す』との一節であった。これは、三全総フォローアップにおける「人口の地方定住傾向は強まっている」、「三全総が掲げた定住構想は着実に推進されつつある」との認識を改め、1980年代に入り明らかとなった東京圏の人口流入超過傾向、地域間の所得格差の拡大傾向を直視したものであった。
その後、国土審議会計画部会で計画策定作業が進められ、1986年12月に「審議経過報告」として公表された。同報告では、本格的国際化の時代を迎え、世界に開かれ世界とともに歩む国土づくりを進めることが必要であり、特に東京は世界的な交流の場としての役割が増大するため、それにふさわしい業務、居住機能を整備することが大きな課題であるとした。
より具体的には、東京圏を世界の中枢的都市の一つとして、また全国に世界規模での情報を提供する等、高次の機能を有し、日本及び国際経済社会の発展に寄与すると位置づけ、地域構造の改編や東京湾岸地域等の総合的利用の推進などを掲げた。
同時に、東京一極集中の弊害に対処するため、各地域がそれぞれの特性を活かして活性化し、適切な機能分担をし、地域間、国際間で相互に補完･触発しあいながら交流する多極分散型国土を形成するため「交流ネットワーク構想」を推進することとした。
このように東京を重視した記述を試みたことは、大都市抑制と地方振興を主眼としていたそれ以前の全総計画の流れから見ると異例のことであった。その背景としては、円高不況で工業分散による地方振興が手詰まりとなる中、国際化、情報化により発展する東京が牽引しなければ日本経済は沈没してしまうといういわゆる東京機関車論の認識があったとみられる。また、当時の中曽根総理から、東京プロブレムへの詰めが足りないと指摘されたためとも伝えられている。
しかし、この経過報告は東京一極集中を是認するものとして地方圏の知事らから猛烈な反発を受けた。中でも熊本県知事の細川護熙は即座に「東京集中の四全総に失望」、「地方の活力そぐ安易な現状追認」と新聞紙上（1986年12月9日付け朝日新聞論壇）で主張、批判の急先鋒となった。
その後、この東京問題については、国土審議会計画部会の大都市問題ワーキングググループの東京300km構想の検討、国土審議会とは別に国土庁に設置された国土政策懇談会における議論など様々な議論が交わされた。
四全総の閣議決定は、当時進められていた国鉄改革の遅れにより整備新幹線に関する記述ができなかったことなどから大幅に遅れたが、最終的に1987年6月の国土審議会答申を経て同月30日閣議決定された。

## 計画の内容
基本目標　多極分散型国土の形成
四全総は、人口や諸機能の東京一極集中等の経済社会の変化に対応して国土の均衡ある発展を図るため「多極分散型国土」の形成をその基本的目標として掲げている。多極分散型国土とは「安全でうるおいのある国土の上に、特色ある機能を有する多くの極が成立し、特定の地域への人口や経済機能、行政機能等諸機能の過度の集中がなく、地域間、国際間で相互に補完、触発しあいながら交流している国土」である。
開発方式　交流ネットワーク構想
多極分散型国土の形成という目標を効果的に達成するための戦略的な手段として、四全総は「交流ネットワーク構想」を提示した。この構想の柱は次の３つである。
(ア)	地域の整備は地域自らの創意と工夫を機軸として推進し、中枢的都市機能の集積拠点、先端技術産業の集積拠点、特色ある農林水産業の拠点、豊かな自然とのふれあいの拠点、国際交流拠点等、多様な方向で独自性を有する地域を形成する。
(イ)	基幹的な交通体系及び情報･通信体系の整備は国自らあるいは国の先導的な指針に基づき全国にわたって推進し、高速交通体系の全国展開による主要都市間で日帰り可能な全国一日交通圏の構築、高度な情報･通信体系の全国展開と長距離通信コストの低減による情報へのアクセス自由度の向上を図る。
(ウ)	交流を促進するソフト面の施策として、文化、スポーツ、産業、経済等各般にわたる多様な交流の機会を国、地方、民間団体の連携により形成する。このため、都市と農村との広域的交流、産業･技術ネットワーク、イベントの開催、姉妹都市等の国際交流など、各地域の特性を生かした多様な交流を推進する。
戦略的プロジェクトの推進
四全総は、交流ネットワーク構想の展開を先導する施策として、次のプロジェクトを示した。
(ア)	地方圏における産業･技術拠点の形成、大規模高生産性農地の整備、大規模のリゾート地域の整備
(イ)	国際的な業務、学術研究機能等の集積や国際空港、外貿拠点港湾等の整備による国際交流拠点の形成及び地方中枢･中核都市における高次都市機能集積拠点の整備
(ウ)	高規格幹線道路、空港の整備及びサービス総合ディジタル網（ISDN）の構築
高規格道路については、地方中枢･中核都市、地域の発展の核となる地方都市及びその周辺地域等から概ね1時間程度で利用が可能となるよう、およそ14,000kmで形成すると明示された。
四全総は日本の経済規模が内需主導による中成長を前提として2000年度には概ね500兆円になると予測し、この場合の国土基盤投資（公的資本形成、民間住宅投資及び国土基盤に係る民間企業設備投資の合計）は1986年から2000年度の15年間で累積1000兆円程度を想定した。

## 計画の推進
全国総合開発計画は、制度上固有の実施手段を持っておらず、政府として計画で位置づけたそれぞれの施策、事業をそれぞれの担当省庁、地方公共団体等が推進するという形になっている。したがって、四全総は総合計画であり、その計画期間である80年代後半～90年代の地域開発政策や社会資本整備は全て四全総の推進であるということができる。別の見方をすれば、四全総に関しては、新全総における大規模プロジェクト構想、三全総における定住圏に相当する計画の目玉が不明であったと言うこともできよう。
四全総の推進法、実施法的性格をもつものとして1988年に多極分散型国土形成促進法が制定された。これは、国の行政機関等の移転、首都圏の業務核都市の整備及び地方の振興開発のための振興拠点地域の整備を内容とするものであった。　
その他にも、四全総の時代には、総合保養地域整備法（いわゆるリゾート法）（1987年）、関西文化学術研究都市建設促進法（1987年）、頭脳立地法（1988年）、地方拠点法（1992年）、大阪湾臨海地域開発整備法（1992年）と多くの地域開発法が新たに制定された。
四全総は、1985年のプラザ合意後の円高不況による危機感、手詰まり感の中で検討が始まったが、検討の過程で東京圏の地価高騰が本格化し、閣議決定は東京一極集中の弊害やバブル経済のピーク時と重なることとなった。こうした中、これらの地域開発法制度を利用し、民間活力の導入も図りながら、東京圏の臨海部開発や業務核都市整備などの大規模な都市開発プロジェクト、大は関西学術研究都市から小は地方都市でのソフトパークまで様々な研究開発拠点の整備、さらには北海道から沖縄まで42地域ものリゾート地域整備など、全国各地で様々なプロジェクトが乱立気味に計画され、事業が着手された。しかしながら、それらの多くはその後のバブル経済の崩壊と金融不安、国及び地方公共団体の財政悪化などによって大きな影響を受け、見直しを余儀なくされた。
一方、基幹的な交通体系についてみると、計画策定当時には我が国の高速道路（高速自動車国道）延長は4,000km程度であったが、2000年には7,500kmを超え、この間肋骨路線も次々と開通していった。
新幹線については、国鉄改革によって整備は一時ストップしていたが、その後整備新幹線のスキームができ、北陸新幹線などの建設が進展した。
空港については地方空港の新設や滑走路の延長によるジェット化が進められ、ジェット機就航空港数は1999年末には60空港にまで増加した。
こうして全国一日交通圏の構築は着実に進展していったが、それは同時に道路公団の不採算路線の増加など国民の負担の増大をもたらすこととなった。
公共投資に関しては、日本の経常収支、特に大幅な対米収支の黒字を背景に1989年に日米構造協議が始まり、1990年には10年間で総額430兆円の公共投資を約束する公共投資基本計画が策定された。実際その後我が国の公的資本形成は90年代前半にかけ急激に拡大した。

## 評価
四全総は、中曽根内閣で策定された、流れとしては地方重視であるが、政権の特徴を打ち出すため大都市問題への対応についても触れられている。結果としては、東京一極集中には歯止めがかかっていない。
「多極分散」についても、十分にこなれた概念としては受け止められず、地方からの要求の多くは交通基盤の整備に向けられた。
また、交通基盤の整備が高規格道路に偏った為、並行する鉄道等の公共交通利用者の減少という負の影響をももたらした。